# Big Meadows Lodge
Le Big Meadows Lodge est un hôtel américain dans le comté de Page, en Virginie. Protégé au sein du parc national de Shenandoah, ce lodge profitant d'une vue sur la vallée de Shenandoah a été dessiné par Marcellus Wright, Jr. et construit en 1939 dans le style rustique du National Park Service. C'est une propriété contributrice au district historique de Skyline Drive depuis le 19 septembre 1997.
À proximité immédiate passent plusieurs sentiers, parmi lesquels le sentier des Appalaches et le Blackrock Trail.